# Antonin Ładinski
Antonin Pietrowicz Ładinski (ur. 19 stycznia 1896, zm. 4 czerwca 1961 w Moskwie) – rosyjski poeta, prozaik, historyk, dziennikarz. Autor zbiorów wierszy, powieści, szkiców historycznych.

## Życiorys
Od roku 1920 żył i tworzył na emigracji, głównie we Francji do kraju wrócił w roku 1955. Jego najwybitniejszym dziełem jest trylogia poświęcona dziejom Rusi Kijowskiej, którą otwiera  Upadek Chersonezu, wydany w roku 1959.

## Publikacje w języku polskim
- Anna Jarosławna królowa Francji, przeł. z ros. Andrzej Szymański, Łódź: Wydawnictwo Łódzkie 1978 (wyd. 2 - Warszawa: "Współpraca" 1988).
- Upadek Chersonezu, przeł. z ros. Andrzej Szymański, Warszawa: "Współpraca" 1989.